# Міжнародний науково-практичний семінар в Коростені
Міжнародний науково-практичний семінар в Коростені — перший міжнародний науково-практичний польовий семінар, присвячений проблемам експериментальної археології «Експериментальна археологія: завдання, методика, моделювання». Відбувся 6-9 серпня 2009 р. завдячуючи всебічній матеріальній та організаційній підтримці міськвиконкому м. Коростеня та особисто Голови міської ради Москаленко В. В.
Його учасники представляють провідні наукові установи України, Росії та Чехії, переважна більшість доповідей була пов'язана із вивченням стародавніх ремісничих та промислових технологічних процесів: ковальства, ювелірної справи, гончарства ті ін.

## Доповіді учасників
1. Україна, Інститут археології НАН України, Моця О. П., член-кореспондент НАНУ, доктор історичних наук, професор — «Про перспективи розвитку експериментальної археології в Україні»;
2. Петраускас А. В. к.і.н. «Давньоруська металургія та її експериментальні дослідження»;
3. Непомящіх В. Ю. м.н.с. «Оборонні споруди літописного Іскоростеня (на прикладі археологічних досліджень городища № І)»;
4. Пашкевич Г. О. д-р біол.наук «Роль палеоботанічних досліджень в експериментальній археології»;
5. Гошко Т. Ю. к.і.н. Дослідження давніх бронз рентгенофлюорисцентним методом (попередні результати);
6. Кравченко Е. А. к.і.н. Мететалургический комплекс на поселении Уч-Баш в Крыму;
7. Коваль О. А. «Експериментальні дослідження в галузі давньоруського бортництва»;
8. Зубрицька А. О. «Експериментальна археологія в дослідженні давньоруського гончарства», «Типологія музеїв під відкритим небом в Європі»;
9. Національний університет харчових технологій Наливайко К. Ф. аспірант кафедри біотехнології продуктів бродіння, екстрактів та напоїв «Традиції бортництва та сучасні технології медових напоїв»;
10. П-Хмельницький у-т Трачук О. В. здобувач П-Хмельницького у-та «Реконструкція плавлення міді з донецьких руд Карта миша»;
11. Опішне, інститут керамології, відділення Інституту народознавства НАНУ Щербань А. Л. к.і.н. «Можливості експериментальної археології у дослідженні декору глиняних виробів»;
12. Троцька В. І. «Дискусійне питання експериментальних досліджень гончарства доби давньої Русі»;
13. Гейко А. В. к.і.н. «Методи дослідження глиняного посуду»;
14. Олевськ, Халімончук Ю. В. «Стародавні традиції Поліського бортництва»; Росія, Інститут археології РАН Зав'ялов В. І. д.і.н.,
15. Раткін М. А. «Моделирование сыродутного процесса»;
16. Чехія, Інститут археології Академії наук Чеської Республіки Оттенвельтер Э., Хошек Ю.

Проведення семінару на базі археологічного табору дозволило науковцям після академічних доповідей за кафедрою в польовому «актовому залі» підтвердити свої теоретичні положення на розташованому поруч демонстраційному майданчику. Дослідники продемонстрували зведення та функціональні можливості давньоруської печі-кам'янки. Вдалось підтвердити висловлюване раніше припущення про можливість випалення гончарного посуду в побутових пічках. Науковці мали змогу порівняти керамічні вироби обпалені в побутовій печі та зведеному поруч двохярусному гончарному горні. Керамічному виробництву було приділено найбільшу увагу. Учасники наукового форуму мали можливість простежити всі етапи гончарного виробництва — від підготовки гончарної маси до готових виробів та їх подальшої експлуатації. Окрім гончарства науковці демонстрували моделювання процесів отримання сиродутного заліза, лісохімічних промислі, обробки чорних металів та виплавлення міді, результати досліджень давньоруського бортництва.
В ході роботи було окреслено ряд важливих проблем розвитку стародавніх виробництв спільних не тільки для сильно віддалених один від одного синхронних старожитностей, але й спільних для різних хронологічних періодів. Імовірно, що це може пояснюватись спільність перебігу певних технологічних процесів в різних умовах. Слід також нагадати, що паралельно із роботою наукового семінару проходив збір представників шкіл історичної реконструкції України. В результаті обміну думками між науковцями та представниками історичних реконструкторів було відзначено певні наукові проблеми, які можуть досліджуватись спільними зусиллями. Значною мірою це пояснюється спільним для цих різних напрямків спрямуванням на відтворення реплік стародавніх виробів чи моделювання стародавніх технологічних процесів.
Підбиваючи підсумки роботи семінару, його учасники прийняли резолюцію, в якій висловились за продовження досліджень проблем розвитку стародавніх технологій середньовічної Європи сумісними зусиллями науковців Чехії, України та Росії. Було визнано перспективним продовження роботи науково-практичного семінару з експериментальної археології в м. Коростені в 2010 р. Зважаючи на унікальність комплексу пам'яток Стародавнього Іскоростеня, який являє собою еталонну пам'ятку Східної Європи середини Х ст. було одностайно схвалено рішення про продовження археологічних розкопок пам'ятки, а для його охорони та збереження від руйнації необхідне створення на його основі постійно діючого археологічного музею-заповідника Стародавній Іскоростень.